# 森のわくわく橋
森のわくわく橋（もりのわくわくはし）は、福島県いわき市にある人道橋である。

## 概要
- 全長 - 165.5m
  - 支間長 - 128.5m
- 幅員 - 3.0（4.4）m
- 竣工 - 2001年（平成13年）11月
- 構造 - 外ケーブル併用PC吊床版橋

市内平上高久の県立いわき公園の園内、アミューズメントゾーンと林間アドベンチャーゾーンとを結ぶ遊歩道の橋である。2001年（平成13年）から2004年（平成16年）にかけて認可された第6次都市計画事業によって建設された。総工費は2億9400万円。建設地が丘陵地であること、景観に優れること、架設地点の地盤が風化泥岩であることから、外ケーブル併用PC吊床版橋を世界で初めて上部構造に採用した。これにより従来の直路式吊床版橋に比べ撓みが軽減され下部構造への作用水平力を7割程に低減でき、耐風安定性に優れ、施工においても桁下条件の制約を受けずに済むようになった。建設にあたっては様々な耐荷実験が行われ、論文に纏められた。施工はオリエンタル建設（現・オリエンタル白石）。2001年度（平成13年度）土木学会田中賞、PC工学会賞を受賞している。
名称は地域住民に親しみのある名前になるように、近隣のいわきニュータウンに位置するいわき市立中央台北小学校、中央台南小学校の児童により公募され、公園の特徴である森と、未来、夢、希望、冒険をイメージできるということにより決定された。決定前の仮称はいわき公園展望橋とされていた。